# Gordius sinareolatus
Gordius sinareolatus är en djurart som tillhör fylumet tagelmaskar, och som beskrevs av Havlík 1949. Gordius sinareolatus ingår i släktet Gordius, och familjen Gordiidae. Inga underarter finns listade i Catalogue of Life.